# おはよう和歌山
おはよう和歌山（おはようわかやま）は、かつてテレビ和歌山で放送されていた朝の情報番組。
2007年3月までは、テレビ東京のおはスタを内包していたため、第1部と第2部に分かれていた。また、第1部のオープニングでは、報道局が製作しているということからニュースライフラインわかやまのクレジットが画面左端に出ていた。
2007年4月からは、第1部を廃止。

## タイムテーブル
- - 7:30 天カメリレー
  - 7:32 朝刊和歌山
  - 7:36 交通情報
  - 7:40 日替わりコーナー（金・情報スペース）
  - 7:45 情報スペース（月～木）
  - 7:50 天気予報
  - 7:55 くらし○得情報
  - 8:13 放送終了

過去のタイムテーブル
- 6:45～7:05 おはよう和歌山1部
  - 6:45 オープニング・天カメリレー
  - 6:48 おはようニュース
  - 6:57 交通情報
  - 7:00 天気予報
- 7:05～7:30 おはスタ2部（テレビ東京と同時ネット）

## レギュラーコーナー
月～金 天カメリレー（県内各地から中継）
月～金 朝刊和歌山（大手4紙の和歌山版から）
月～木 日替わりコーナー
月～金 情報スペース
過去のコーナー
- 1部

月～金 天カメリレー（県内各地から中継）
月～金 おはようニュース（主に和歌山県内のニュース）

### 日替わりコーナー
- 月・水 シリーズ紀伊半島ひと・街・道
- 火 週間ブックベスト
- 木 ふれあいあぐり

## 出演
1部が廃止されてから、アナウンサーが持ちまわりになった。
2008年3月31日より、毎日岡本宜子アナウンサーが出演することが決まっている。
過去の出演
- 木村知世子（月・火）
- 愛須理絵（水・木）
- 池田美穂（金）